# زن در لباس خواب
زن در لباس خواب (به انگلیسی: Woman in a Dressing Gown) یک فیلم سینمایی درام بریتانیایی محصول سال ۱۹۵۷ به کارگردانی جی. لی تامپسون و با بازی ایوون میچل، آنتونی کوایلی، سیلویا سیمز و کارول لسلی است. این فیلم در هفتمین جشنواره بین‌المللی فیلم برلین از جمله «بهترین فیلم خارجی» چهار جایزه کسب کرد. میچل برنده خرس نقره‌ای برای بهترین بازیگر زن شد. این فیلم همچنین برنده جایزه گلدن گلوب سال ۱۹۵۸ برای بهترین فیلم خارجی انگلیسی زبان انگلیسی شد.

## پذیرش
این فیلم در گیشه موفق بود و مورد استقبال منتقدین قرار گرفت.
این فیلم یکی از محبوب‌ترین در گیشه انگلیس در سال ۱۹۵۷ بود.